# Tadeusz Pankiewicz

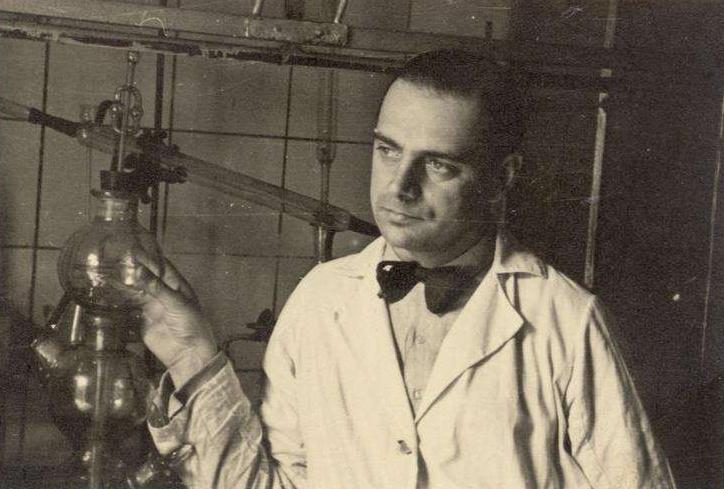

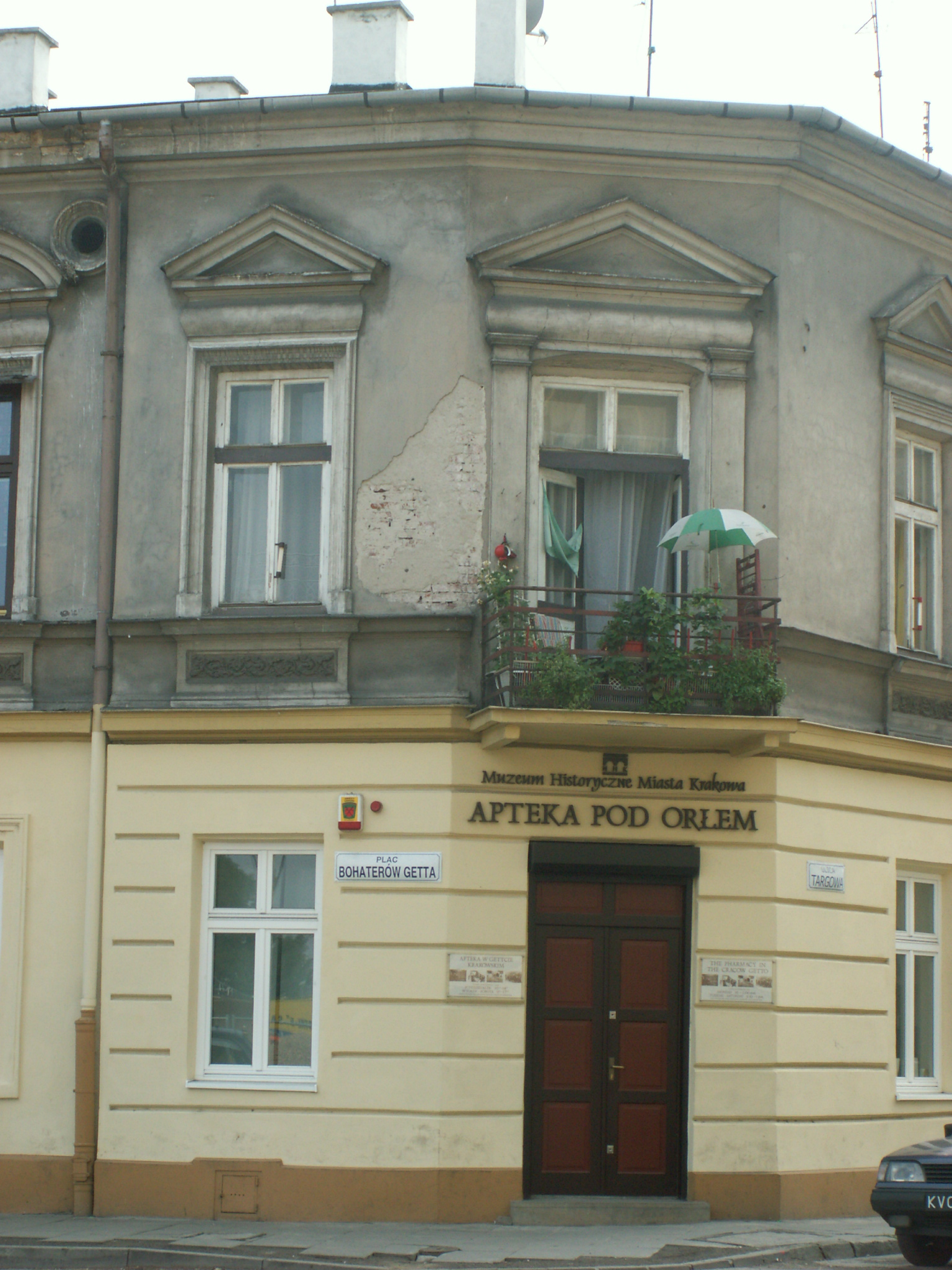
Apotheke (2005)

Tadeusz Pankiewicz (* 21. November 1908 in Sambir; † 5. November 1993 in Krakau) war ein polnischer Pharmazeut, Absolvent der Jagiellonen-Universität und Besitzer der Apotheke Pod Orłem (Unter dem Adler) in Krakau. Für seine Unterstützung der jüdischen Bevölkerung im Krakauer Ghetto und seine Hilfe bei der Rettung von Juden während der NS-Zeit wurde Pankiewicz 1983 mit dem Ehrentitel Gerechter unter den Völkern ausgezeichnet. Seine Erinnerungen beschrieb er in dem Buch Apteka w getcie krakowskim (Erstausgabe 1947).

## Herkunft und Vorkriegszeit
Der Vater Józef Pankiewicz (1865–1942), geboren in Pysznica, war Apotheker in Przemyśl. Ab 1903 betrieb er eine Apotheke in Sambir, wo er bis zu seiner Ankunft in Podgórze (Krakauer Stadtteil) im Jahr 1909 auch als vereidigter Richter tätig war. Die Mutter Maria (1875–1950) absolvierte 1894 das Ck-Lehrerseminar in Przemyśl. Sie war die Tochter von Oskar Weirich und Teofila, geb. Betley. Ihr Vater war ein evangelischer Deutscher, ihre Mutter Teofila war ungarischer Herkunft. Tadeusz hatte zwei Geschwister: Bruder Kazimierz (1896–1914) und Schwester Zofia (1901–1962).
Tadeusz Pankiewicz absolvierte das Tadeusz-Kościuszko-VI-Gymnasium in Podgórze und legte 1927 sein Abitur ab. Nach seinem Abschluss an der pharmazeutischen Fakultät der Jagiellonen-Universität im Jahr 1930 begann er in der Familienapotheke am Zgody-Platz 18 zu arbeiten. Ab Anfang 1934 war er dort als Leiter tätig. Als begeisterter Reisender besuchte er viele europäische Länder und hielt sich 1938 in Palästina und Ägypten auf. Am 28. November 1942 heiratete er Helena, geborene Kaim.

## Zeit des Krakauer Ghettos
Während der deutschen Besetzung Polens durch die Nationalsozialisten wurde der Stadtteil Podgórze im März 1941 als Ghetto für die Juden aus Krakau und Umgebung abgeriegelt, nichtjüdischen Menschen war der Aufenthalt dort verboten. Da sich Pankiewiczs Apotheke innerhalb des Ghettos befand, sollte er eine ehemals jüdische Apotheke im nichtjüdischen Teil Krakaus übernehmen. Mit dem Hinweis auf vielleicht ausbrechende Seuchen und durch Bestechungsgelder erhielt er eine Sondergenehmigung, seine Apotheke im Ghetto weiterzuführen und dort als einziger „Arier“ zu wohnen. Seine Mitarbeiterinnen Irena Drozdzikowska, Helena Krywaniuk und Aurelia Danek erhielten Passierscheine, um tagsüber in der Apotheke zu arbeiten.
Zunächst beschränkte sich Pankiewiczs Hilfe für die Ghettobewohner darauf, auf einem Rezept zu bestätigen, dass ein Medikament in der Apotheke fehlte, wodurch ein Passierschein für den Ausgang aus dem Ghetto erworben werden konnte. Der Kontakt zur Außenwelt wurde auch aufrechterhalten, indem er nichtjüdischen Freunden der Eingesperrten Passierscheine ins Ghetto besorgte. Er bewahrte auch persönliche Dokumente und akademische Unterlagen von jüdischen Freunden auf, damit sie nach dem Krieg ihre Berufe ungehindert ausüben könnten. Auf Wunsch eines Rabbiners versteckte Pankiewicz etwa ein Dutzend wertvolle Tora-Rollen unter dem Fußboden der Apotheke, die er 1945 der Jüdischen Historischen Kommission der Provinz übergab. 
Obwohl ab 1941 auf die Hilfe für Juden die Todesstrafe stand, halfen Pankiewicz und seine Mitarbeiterinnen bald, wo sie konnten. Neben der – oft kostenlosen – Versorgung mit Medikamenten und pharmazeutischen Produkten, übermittelten sie verbotene Botschaften und schmuggelten Lebensmittel und andere notwendige Dinge ins Ghetto. Die Apotheke wurde bald zu einem Treffpunkt der Intellektuellen des Ghettos, die hier die Untergrundpresse lasen und die neuesten Entwicklungen diskutierten, sowie zu einem Zentrum von Untergrundaktivitäten.
Mit Beginn der Deportationen in die Vernichtungslager wurden für die Razzien Haarfärbemittel ausgegeben, um die Identität zu verschleiern, und Beruhigungsmittel für Kinder, damit die Familien in ihren Verstecken nicht entdeckt wurden. Die Apotheke war Anlaufstelle für viele Juden, denen Pankiewicz zur Flucht verhalf und falsche Papiere und Verstecke außerhalb des Ghettos verschaffte. Er versteckte auch vom Abtransport bedrohte Juden in den Räumen der Apotheke, z. B. Irena Cinowicz, die er hinter dem Tresen versteckte und mit seinem Körper bedeckte, was sie vor dem Transport rettete.
Bei den Deportationen, die äußerst gewaltsam abliefen, unterstützte Pankiewicz die Menschen mit kostenlosen Beruhigungsmitteln, Herzmedikamenten, Schmerzmitteln und Verbandsmaterial. Die Mittel zur Unterstützung erhielt er aus dem Überschuss an Bestellungen, die zur Deckung des Bedarfs der Apotheke aufgegeben wurden. Oft vertrauten die Deportierten dem Apothekenbesitzer ihre letzten Nachrichten, Anweisungen und Wertgegenstände an, um sie an ihre Angehörigen weiterzugeben.
Pankiewicz wurde mehrmals direkt bedroht. Einer der gefährlichsten Spitzel des Krakauer Ghettos, Szymon Szpitz, setzte ihn im Herbst 1941 auf eine Liste von Personen, die deportiert werden sollten, weil er in der Apotheke illegale Treffen für Ghettobewohner organisierte und ihnen Kontakte zum "arischen" Teil der Stadt ermöglichte. Das Eingreifen von Dr. Rozalia Blau, einer Chirurgin des Jüdischen Krankenhauses, rettete sein Leben. Während der Oktober-Deportation (1942) wurde Pankiewiczs von einer deutschen Polizeistreife aus der Apotheke geführt und einem Transport von Juden ins Lager Bełżec angeschlossen, wo SS-Sturmbannführer Willi Haase, der die Deportation befehligte, ihm die Rückkehr in die Apotheke erlaubte.

## Nachkriegszeit
Nach der Verstaatlichung der Apotheken 1951 in der Volksrepublik Polen wurde Pankiewicz zum Leiter seiner eigenen Apotheke ernannt und hatte diese Position bis zum 31. Dezember 1953 inne. Als er feststellte, dass er als einziger ehemaliger Inhaber in der Position des Leiters seiner eigenen Apotheke verblieb, bat er darum, in eine andere Apotheke versetzt zu werden. Er übernahm die Leitung der Gemeinschaftsapotheke Nr. 28 in der Listopada Straße 29, in der Nähe des Rakowicki-Friedhofs. In dieser Apotheke arbeitete er bis zu seiner Pensionierung im Jahr 1974.
Pankiewicz trat wiederholt als Zeuge in Prozessen gegen die deutsche Besatzungsmacht auf: 1951 in Krakau gegen SS-Sturmbannführer Wilhelm von Haase sowie gegen Michał Weichert, zu dessen Gunsten er aussagte. 1967 sagte er in Kiel in einem Prozess gegen Wilhelm Kunde, Herman Heinrich und Franz Müller aus, 1977 in Hannover gegen Kurt Heinemeyer sowie in mehreren Dutzend anderer Prozesse in Polen. 
Im Jahr 1957 besuchte er Israel als Gast der Krakauer Juden, die sich an seine Haltung während des Krieges erinnerten. Seit dieser Reise blieb Pankiewicz im Blickfeld der polnischen Sicherheitsdienste und wurde bis in die 1980er Jahre überwacht. Am 10. Februar 1983 wurde Tadeusz Pankiewicz für seine Aktivitäten zur Rettung von Juden während des Krieges als "Gerechter unter den Völkern" ausgezeichnet. Am 22. April 1983 wurde in seiner ehemaligen Apotheke das Museum des Nationalen Gedenkens eröffnet. Pankiewicz nahm an der Eröffnungszeremonie teil und kam später mehrmals mit seinen Gästen aus dem Ausland hierher. Heute ist dieses Museum eine Zweigstelle des Historischen Museums der Stadt Krakau. 
Die Apotheke wurde in dem Film Schindlers Liste von 1993 gezeigt. Der Regisseur Steven Spielberg spendete 40.000 Dollar für den Erhalt des Gebäudes und wurde dafür von der Stadt Krakau 2004 mit dem angesehenen Preis "Mäzen der Kultur" geehrt. 2002 spendete Roman Polanski, einst selbst Häftling des Krakauer Ghettos, eine Summe für den Ausbau des Museums in der ehemaligen Apotheke.
Tadeusz Pankiewicz starb am 5. November 1993 und wurde in einem Familiengrab auf dem Rakowicki-Friedhof, Abschnitt VIII Ost, beigesetzt.

## Auszeichnungen
1957 - Verleihung des Goldenen Verdienstkreuzes durch den Staatsrat; 
1957 - Verleihung der Jan-Szaster-Medaille durch die Polnische Pharmazeutische Gesellschaft 
1966 - Goldene Auszeichnung der Stadt Krakau 
1983 - Medaille Die Gerechten unter den Völkern 
1984 - Verleihung des Ritterkreuzes des Ordens der Polonia Restituta durch den Staatsrat 
Pankiewicz nahm die Ehrungen und Anerkennungsbekundungen mit Gelassenheit entgegen: „Was ich getan habe, sollte jeder anständige Mensch tun. Ich mache daraus kein Heldentum. Es war meine heilige Pflicht. Sie haben eine Legende daraus gemacht, die ich nicht verdient habe“.

## Publikation
Auf Wunsch von Überlebenden aus dem Ghetto veröffentlichte Pankiewicz 1947 seinen Erlebnisbericht Apteka w getcie krakowskim, den er unmittelbar nach Kriegsende mit Hilfe seiner Notizen geschrieben hatte. Darin schildert er den Alltag der Ghettobewohner, die Misshandlungen und blutigen Deportationen, deren Zeuge er von der Errichtung des Ghettos bis zu dessen Liquidierung wurde. Nach einer Übersetzung ins Hebräische, Englische, Niederländische und Französische wurde das Buch 1995, zwei Jahre nach Pankiewiczs Tod, auch in Deutschland veröffentlicht.
- Tadeusz Pankiewicz: Die Apotheke im Krakauer Ghetto. Aus dem Polnischen von Manuela Freudenfeld, Hrsg.: Verein zur Förderung des Israel-Museums in Jerusalem e. V., Vorwort von Ignatz Bubis, Geleitwort von Teddy Kollek. Essen 1995, ISBN 3-88498-058-0, Neuauflage hrsg. von Jupp Schluttenhofer, Friedberg 2017, ISBN 978-3-00-058237-0